# Jeffrey King (acteur)
Jeffrey King is een Amerikaanse acteur. 

## Biografie
King begon in 1989 met acteren in de televisieserie Midnight Caller. Hierna speelde hij in meerdere televisieseries en televisiefilms, zoals Beverly Hills, 90210 (1994-1995) en Mars Attacks! (1996).

## Filmografie

### Films
- 1998: Memorial Day – als Jack Mason
- 1997: That Darn Cat – als agent
- 1996: Mars Attacks! – als NASA-techneut
- 1995: My Brother’s Keeper – als Steve
- 1995: The Women of Spring Break – als Kyle Winger
- 1992: Her Final Fury: Betty Broderick, the Last Chapter – als hulpsheriff
- 1992: Afterburn – als Harvey Matell
- 1991: False Arrest – als verslaggever
- 1991: The Summer My Father Grew Up – als dr. Weiner

### Televisieserie
Uitgezonderd eenmalige gastrollen.
- 1994-1995: Beverly Hills, 90210 – als Charlie Rollins – 8 afl.